# Markus Wunderle
Markus Wunderle (* 7. Mai 1968 in Wieden) ist ein deutscher Tauzieher im Kader des Bundesligisten Tauziehfreunde Böllen.

## Leben
Als Mitglied der Mannschaft des Südbadischen Rasenkraftsport- und Tauziehverbandes gewann er bei den World Games 1993 in Den Haag und 2005 in Duisburg jeweils eine Bronzemedaille.
Seinen international größten Erfolg feierte er im Herbst 2006 bei der Tauziehweltmeisterschaft im niederländischen Assen, als er zusammen mit seinen Böllener Teamkollegen Weltmeister in der 640-Kilogramm-Klasse wurde. In Assen wurde er ebenfalls Europameister. Am 28. Mai 2008 wurde ihm das Silberne Lorbeerblatt durch Horst Köhler verliehen.